# 삼화전기
삼화전기 주식회사는 충청북도 청주시에 본사를 둔 콘덴서 기업으로, 삼화콘덴서의 자회사이다.

## 역사
1973년 삼화니찌콘 주식회사로 설립되어 1974년에 현재 사명으로 변경하였다.

## 제품
데이터센터에서 쓰이는 정전 시 SSD의 데이터 삭제를 방지하고 전력 소비를 절감시키는 'S-CAP' 부품을 제조한다.

## 논란
장기간 불법파견을 통해 노동자를 고용하여 노동부로부터 불법파견노동자 16명에 대해 직접고용하라고 시정명령을 받았다.